# Asplenium mickelii
Asplenium mickelii är en svartbräkenväxtart som beskrevs av Ronald Louis Leo Viane och Reichst. Asplenium mickelii ingår i släktet Asplenium och familjen Aspleniaceae. Inga underarter finns listade.